# Barajul Oașa

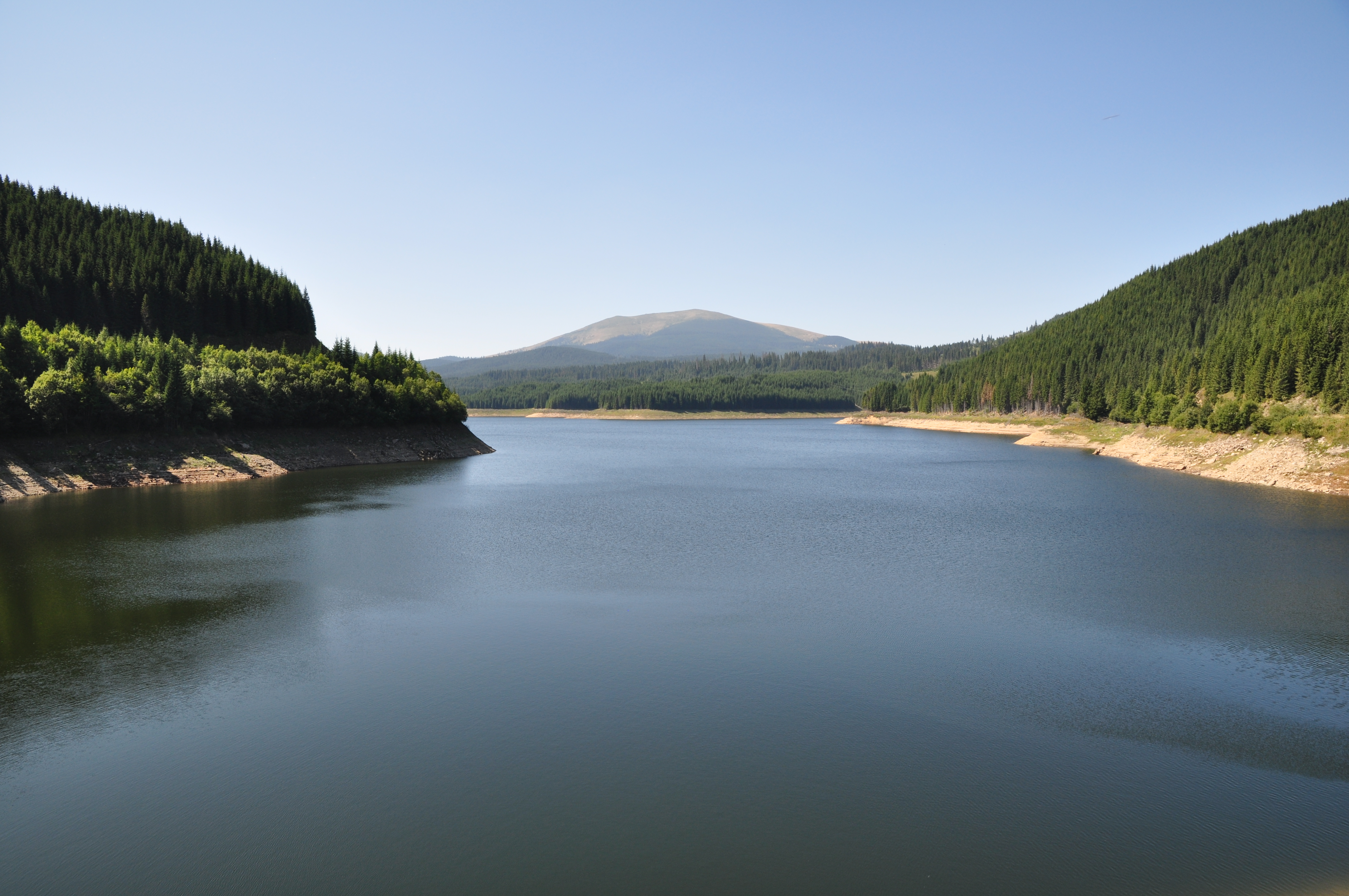
Lacul Oaşa şi Vârful lui Pătru

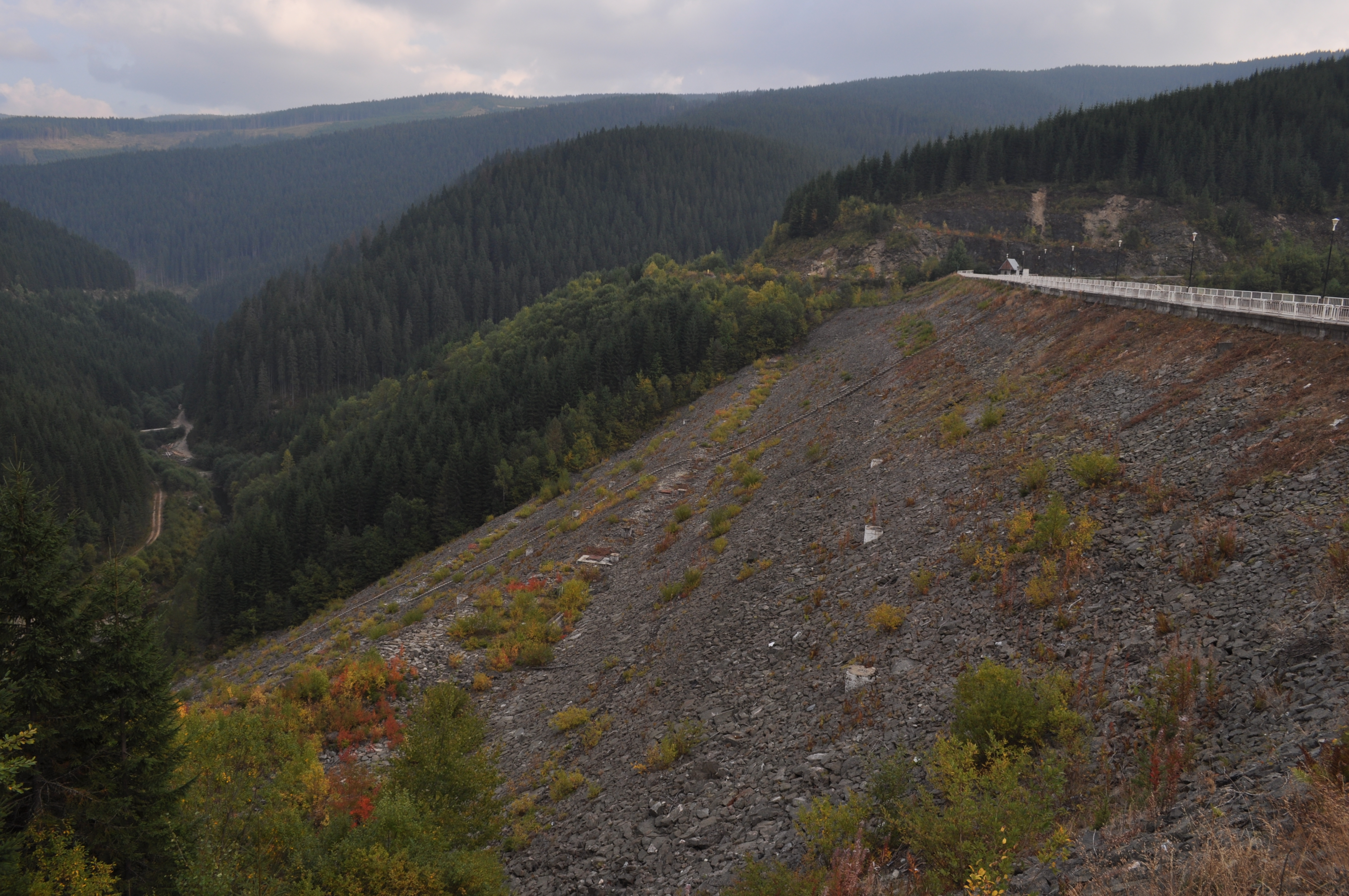
Barajul, din anrocamente cu mască de beton armat, are o înălțime de 91 m și permite o acumulare de 136 mil mc.

Barajul Oașa este un lac de acumulare pe râul Sebeș, la granița județelor Alba și Sibiu, în Munții Șureanu. Situat la altitudinea de 1255 m, cu o suprafață de 441ha și 136 mil. m3 de apă, este cel mai mare dintre lacurile de acumulare amenajate pe cursul râului Sebeș.

## Descriere
Barajul Oașa, amplasat în Defileul Oașei, este obiectivul principal pentru întreaga amenajare și a intrat în funcțiune în anul 1979. Este construit din anrocamente (gneise micacee șistoase) cu mască din beton armat. Are înălțimea la coronament de 91 m, lățimea maximă la bază de 250 m (în zona taluzului), lățimea la coronament de 10 m și lungimea maximă de 300 m. Acumularea realizată, Lacul Oașa, cu un volum util de 136 mil. m3, are o suprafață de 460 ha și o lungime de aproximativ 6 km. Pentru ridicarea debitului a fost captat râul Ciban. S-a ales ca soluție acest tip de baraj, deoarece balastul existent în zonă prezenta un procent ridicat de mică, ceea ce îl face impropriu pentru prepararea betonului necesar pentru un eventual baraj arcuit.
În anul 1980 a fost pusă în funcțiune centrala subterană Gâlceag, care valorifică potențialul energetic înmagazinat în lacul Oașa. Hidrocentrala Gâlceag, de tip cavernă, cu aducțiunea principală constituită dintr-o galerie lungă de 8,2 km, este echipată cu două grupuri de tip Francis de 75 MW fiecare. De asemenea, prin intermediul Stației de pompare Gâlceag ce conține două hidropompe cu putere de 10 MW fiecare, acumularea Oașa primește, tot suplimentar, și apele râului Cugirul Mare (zăgăzuite de barajul de la Canciu). În viitorul apropiat lacul de la Canciu va ma fi alimentat și de apele râului Cugirul Mic prin intermediul aducțiunii secundare Rîul Mic - Sipcea ( galerie subterană cu lungimea de cca 3400 m).
Principalii afluenți ai râului Valea Frumoasei (numele râului Sebeș până la vărsarea în lac) sunt: Tărtărău, Curpătu, Sălănele, Smida, Valea Mare.
Peștele predominant în lacul de acumulare este păstrăvul și crăietele (boiștean). Barajul este traversat de DN67C (Transalpina) care leagă orașele Sebeș și Novaci.

## Imagini

Lacul Oaşa şi Vârful lui Pătru
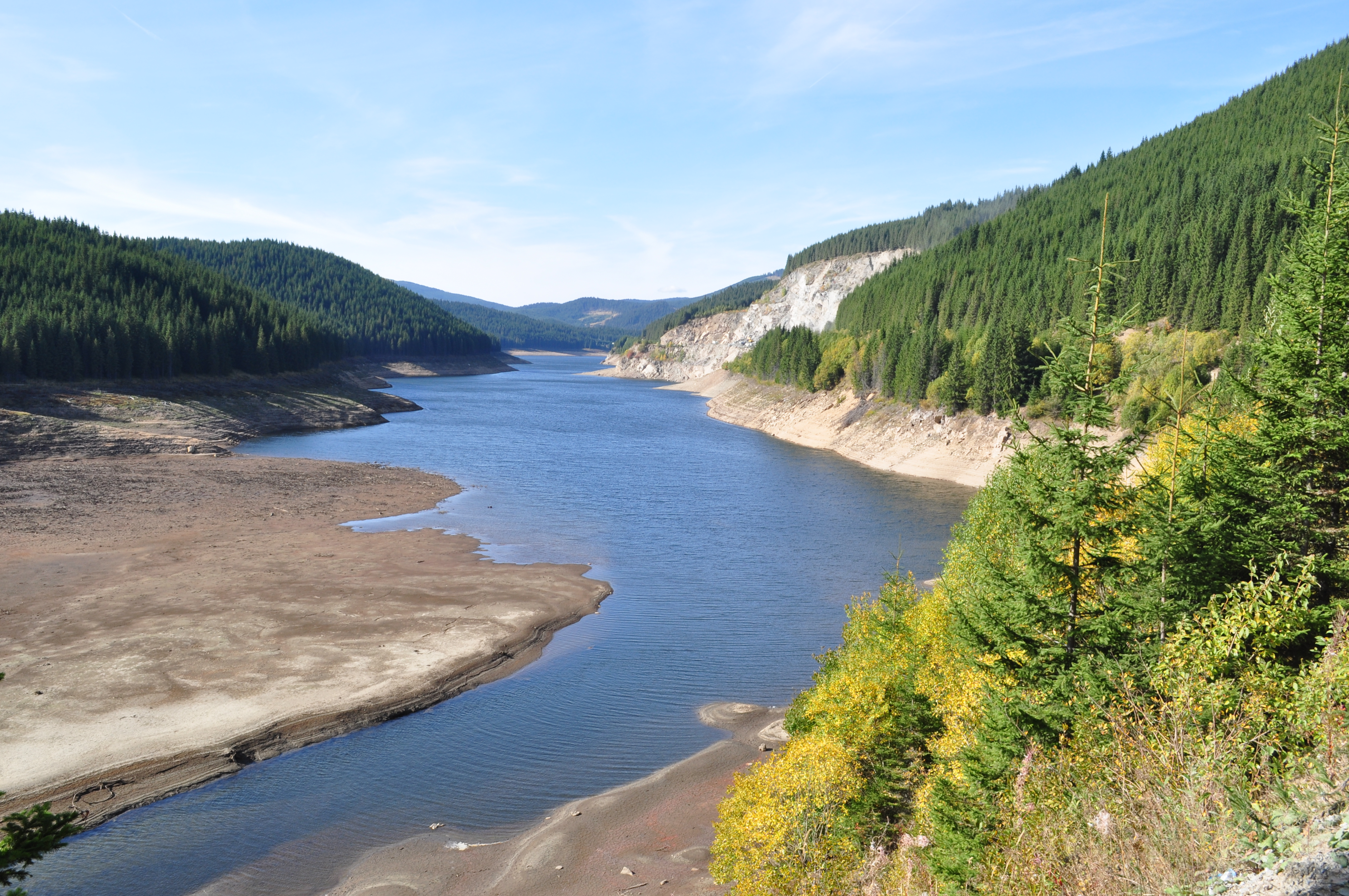
Acumularea Oașa, realizată în spatele barajului din cheile cu același nume.
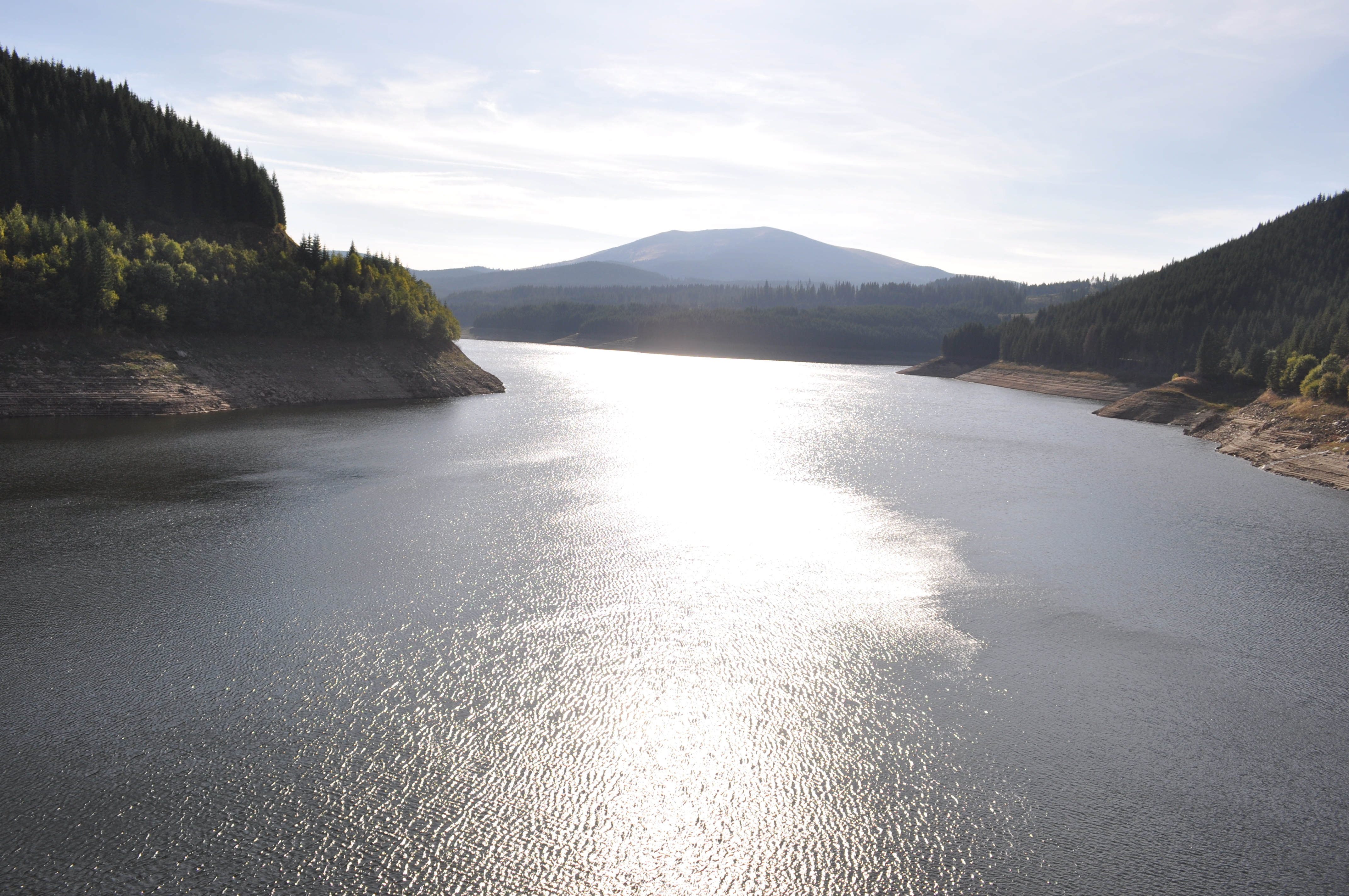
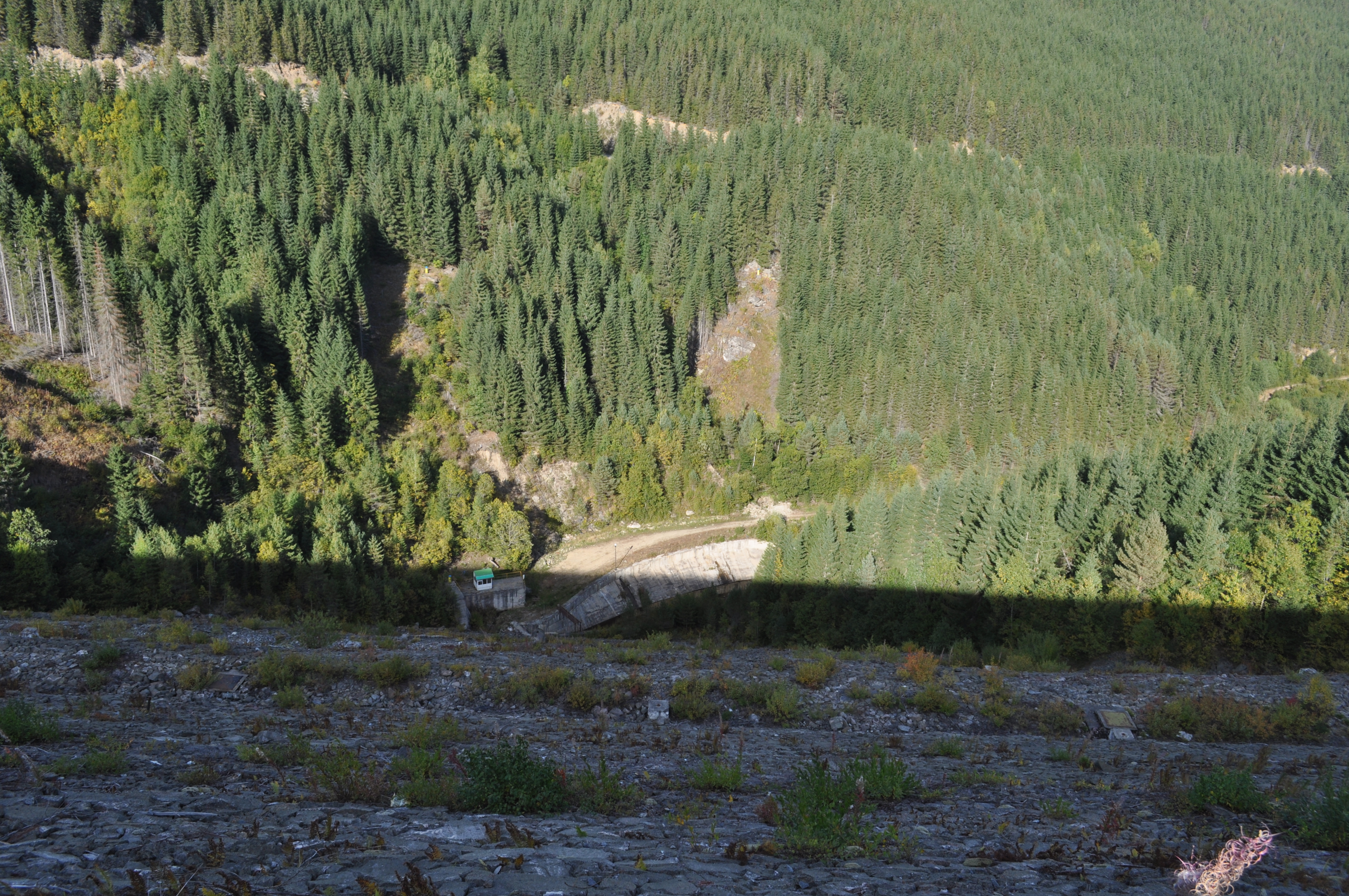
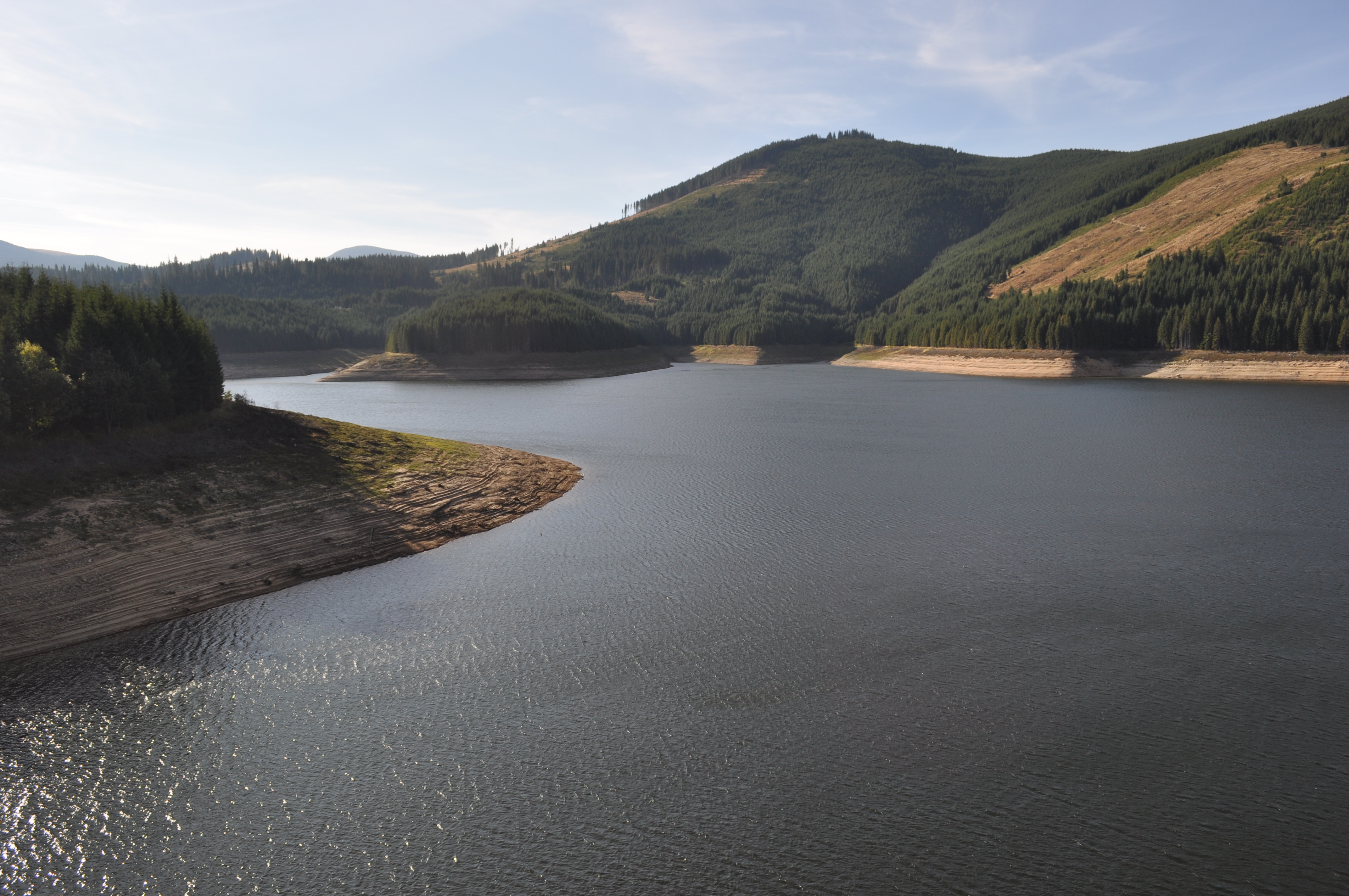
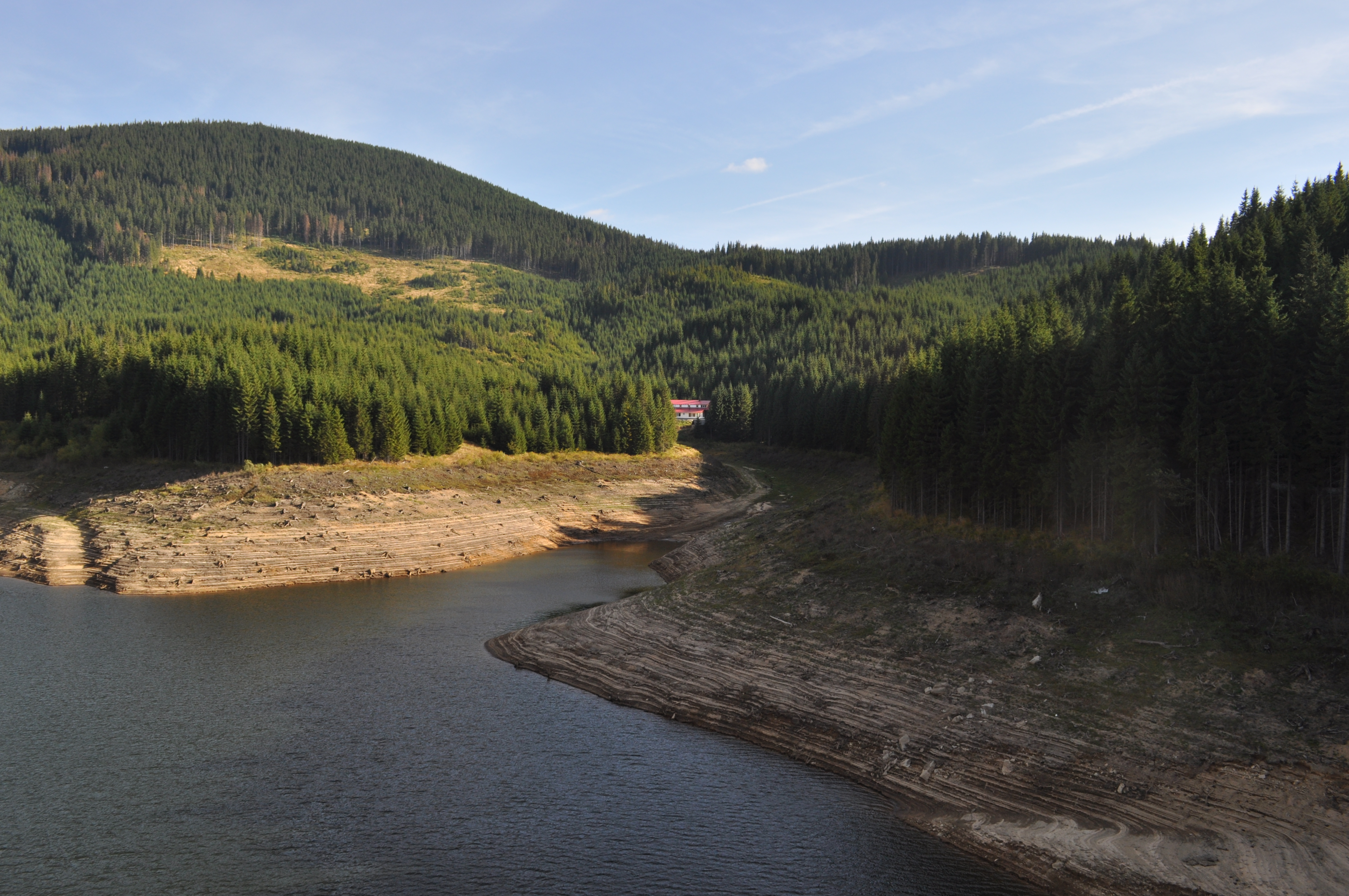
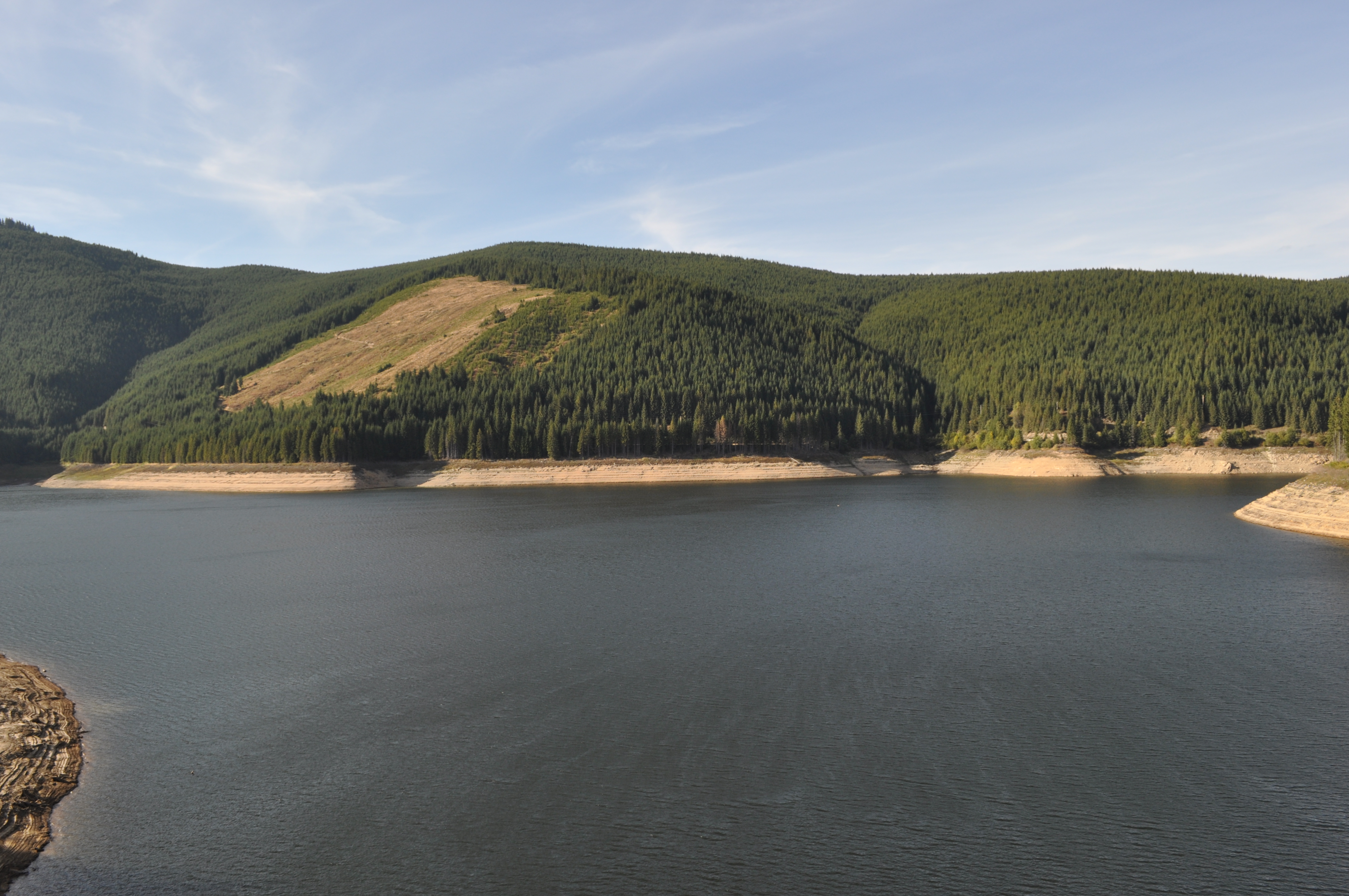
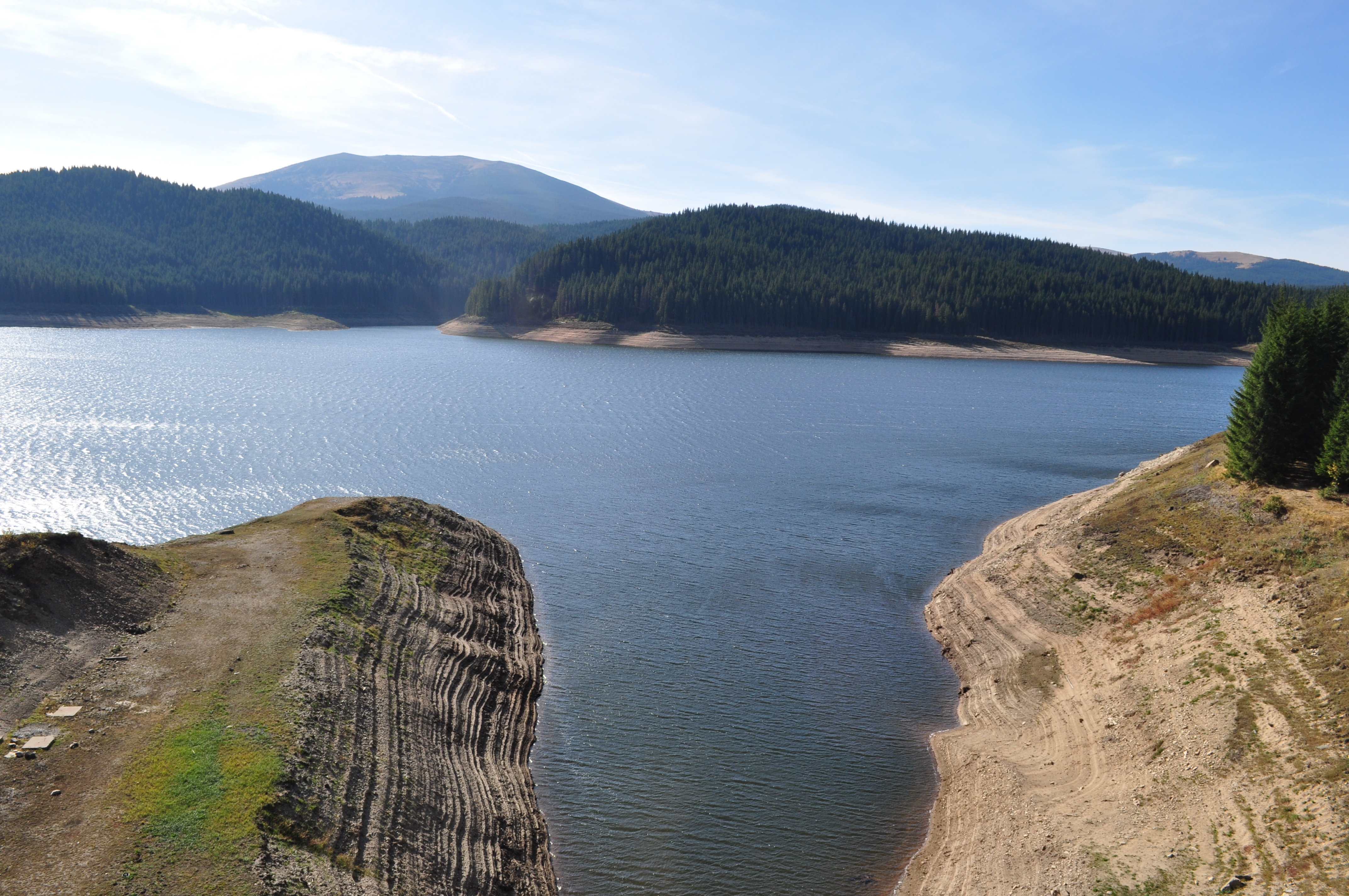
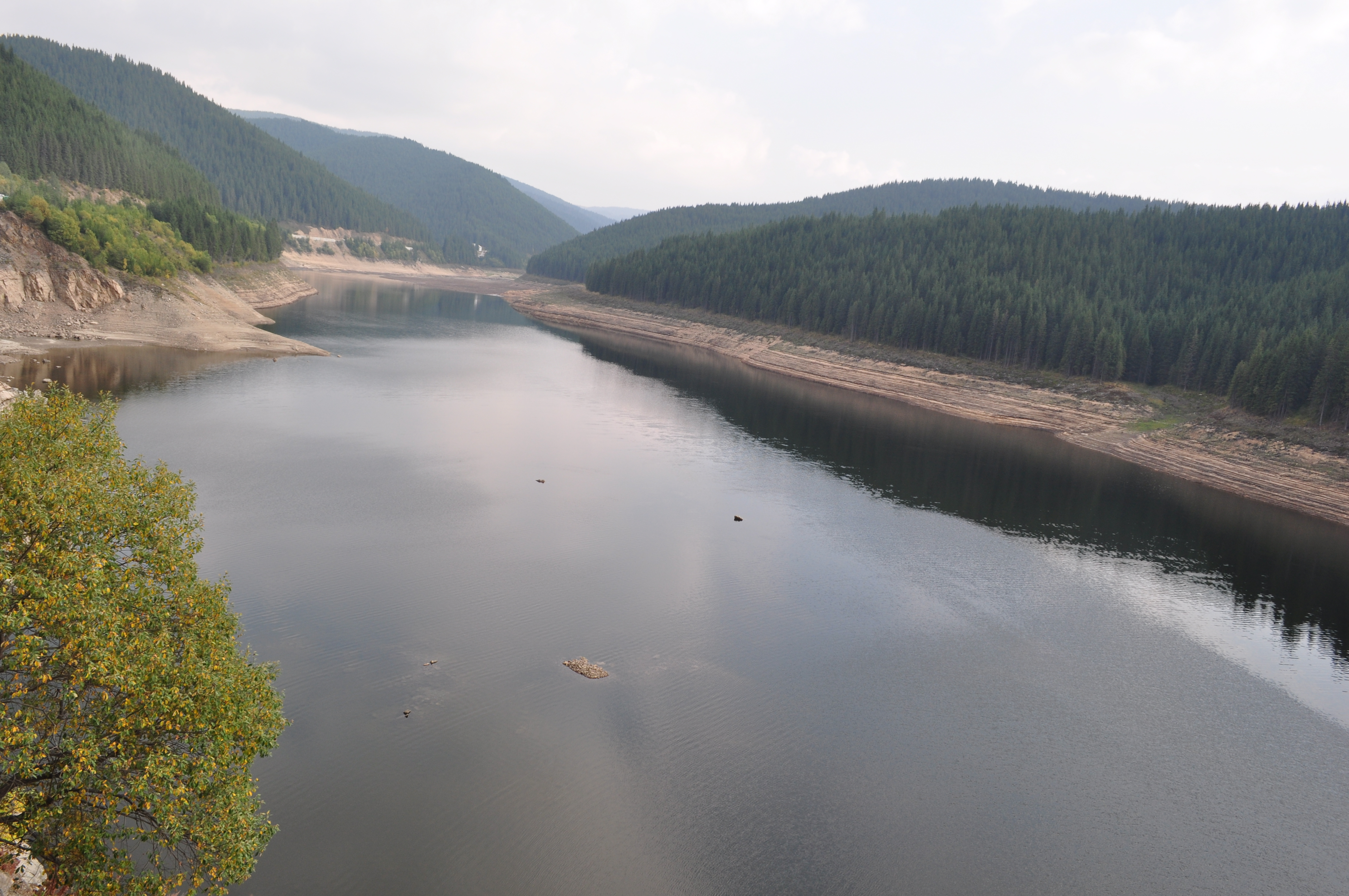
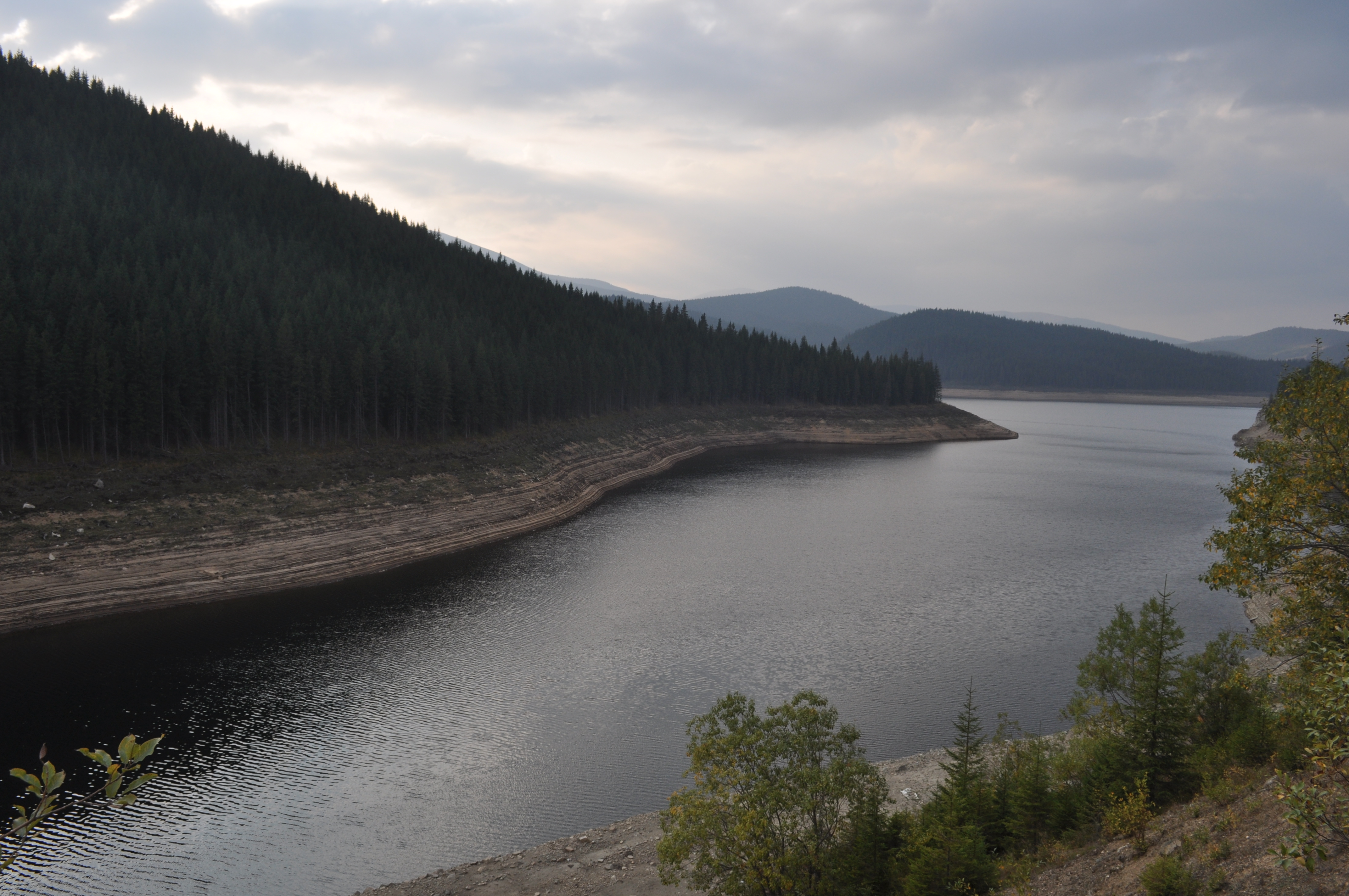
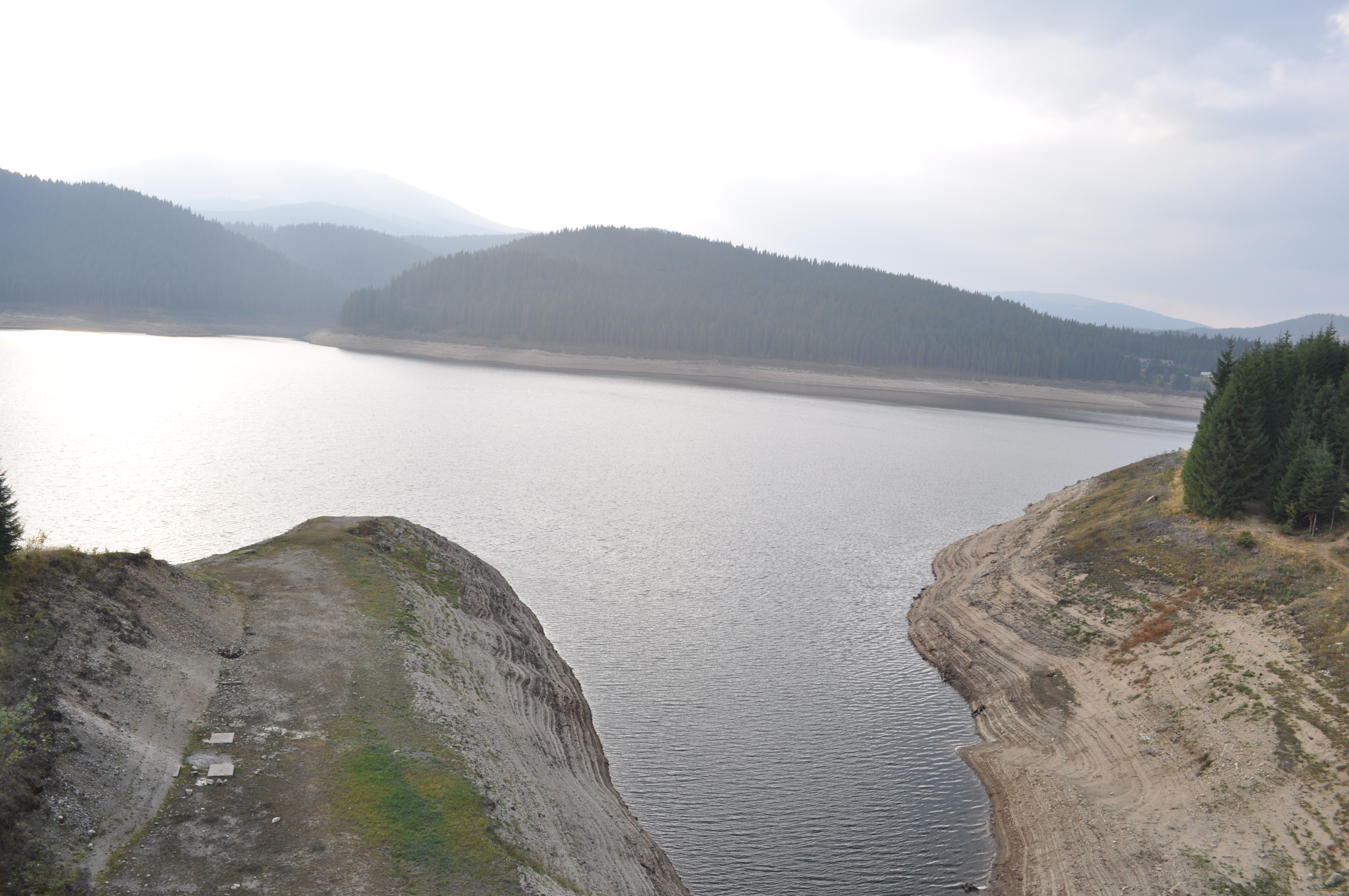
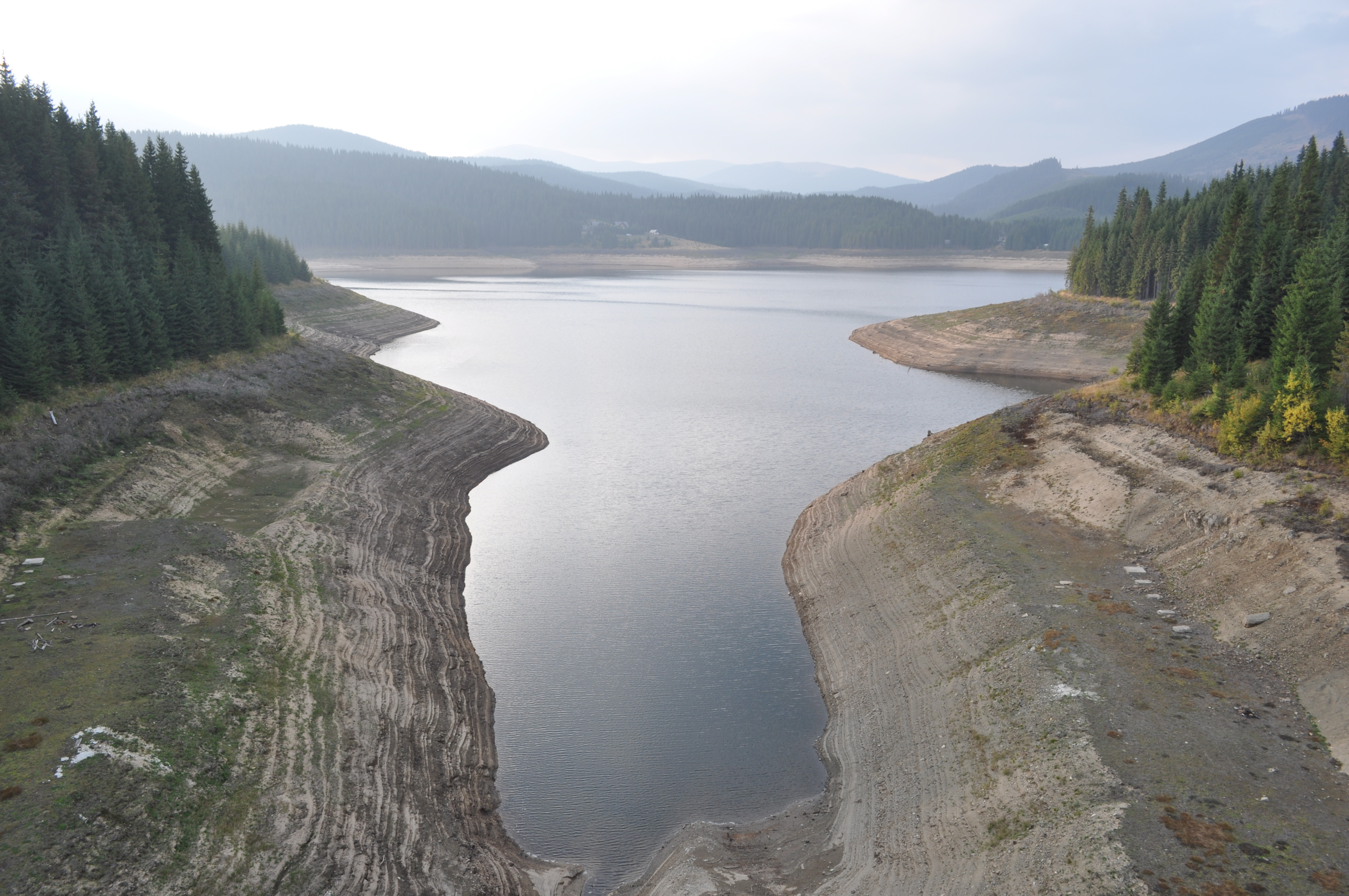
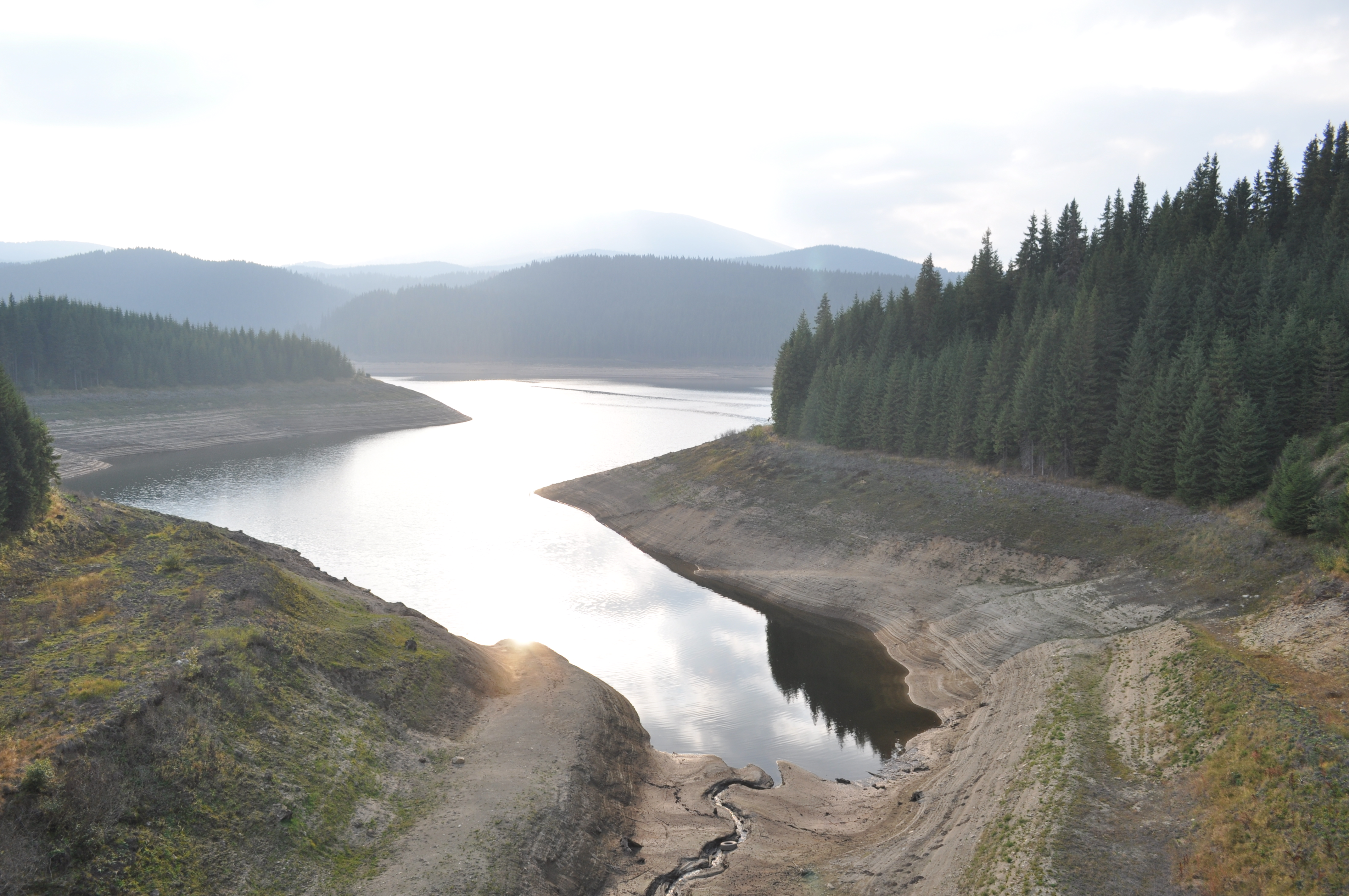
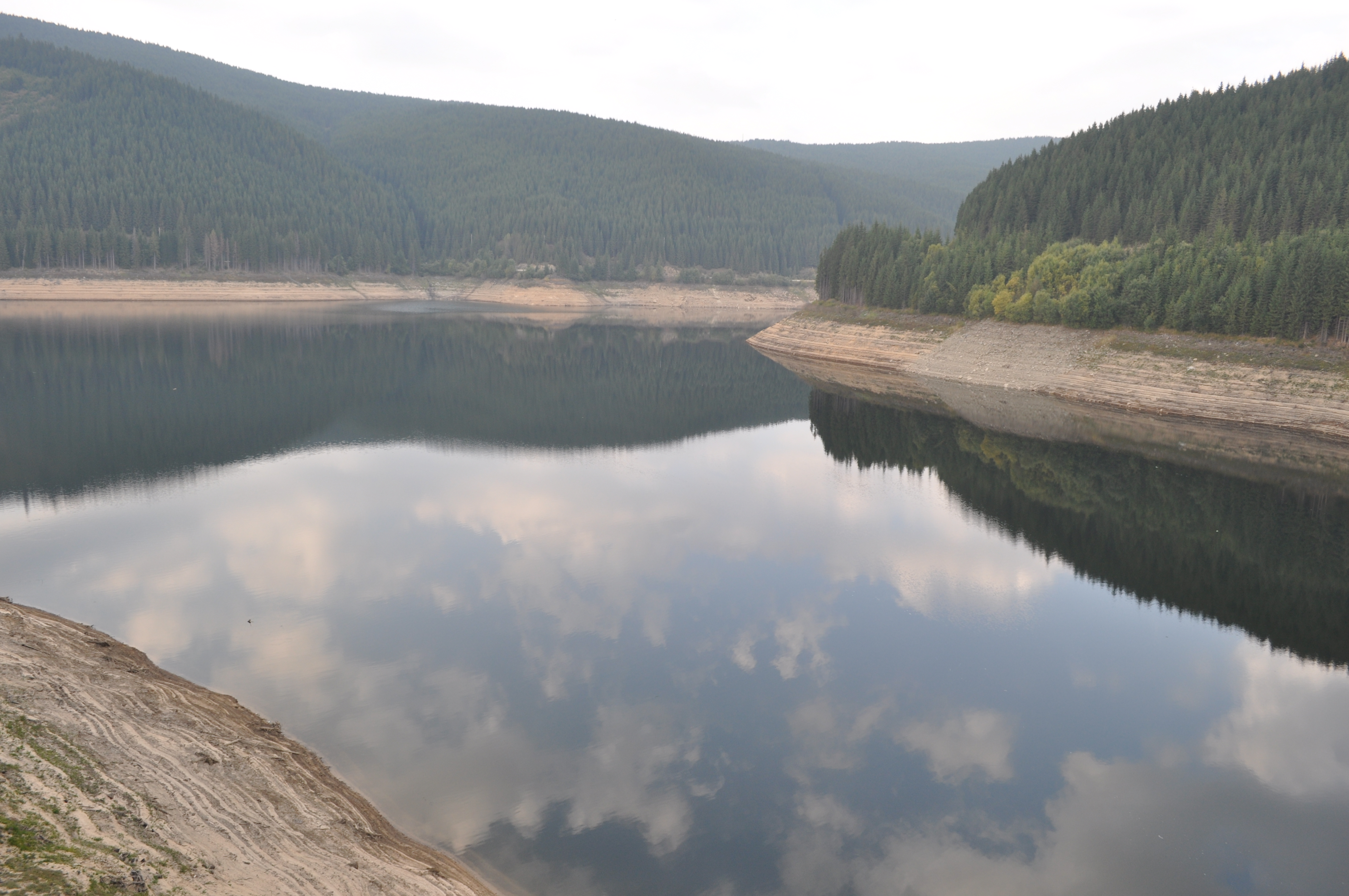
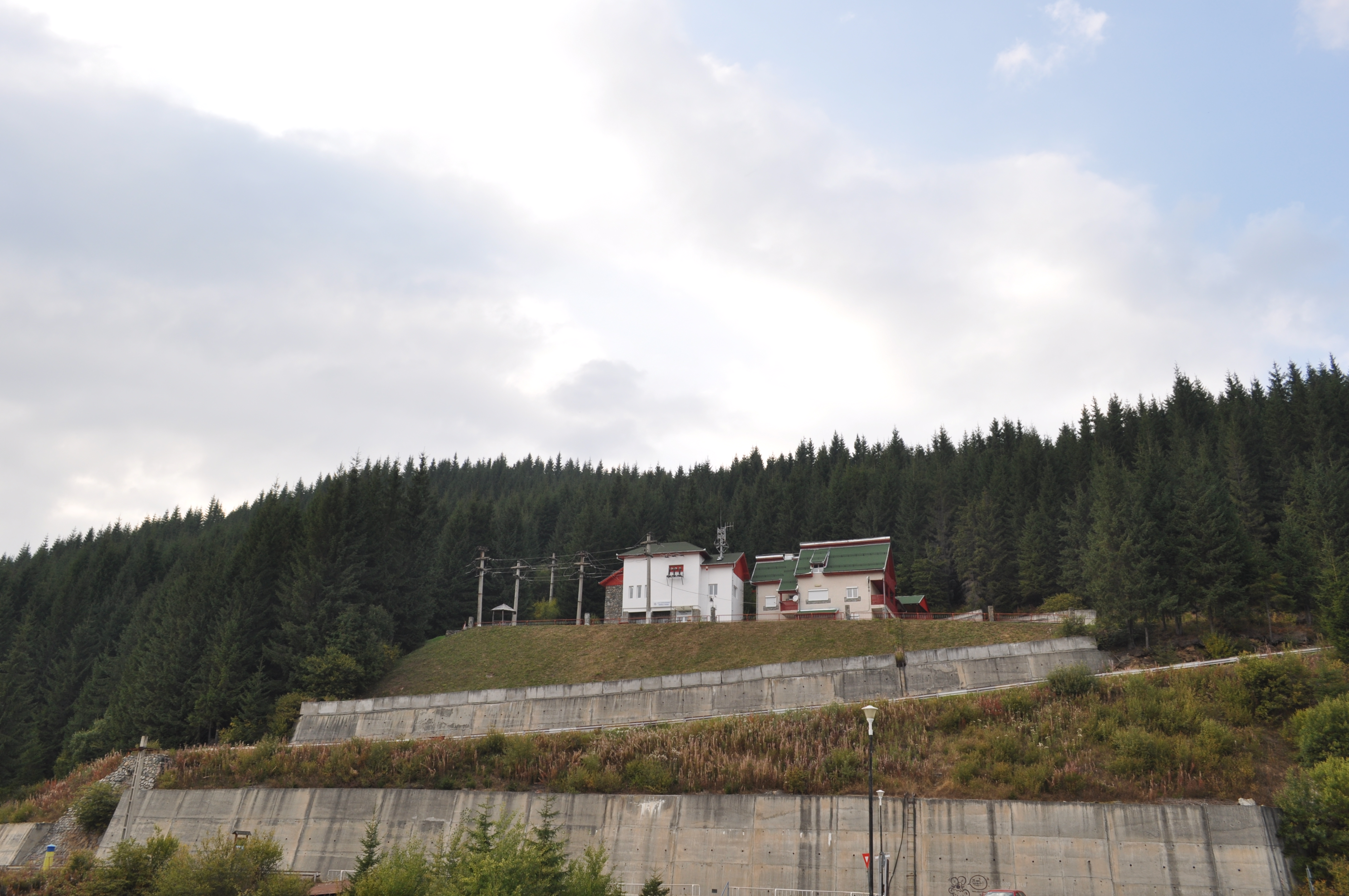
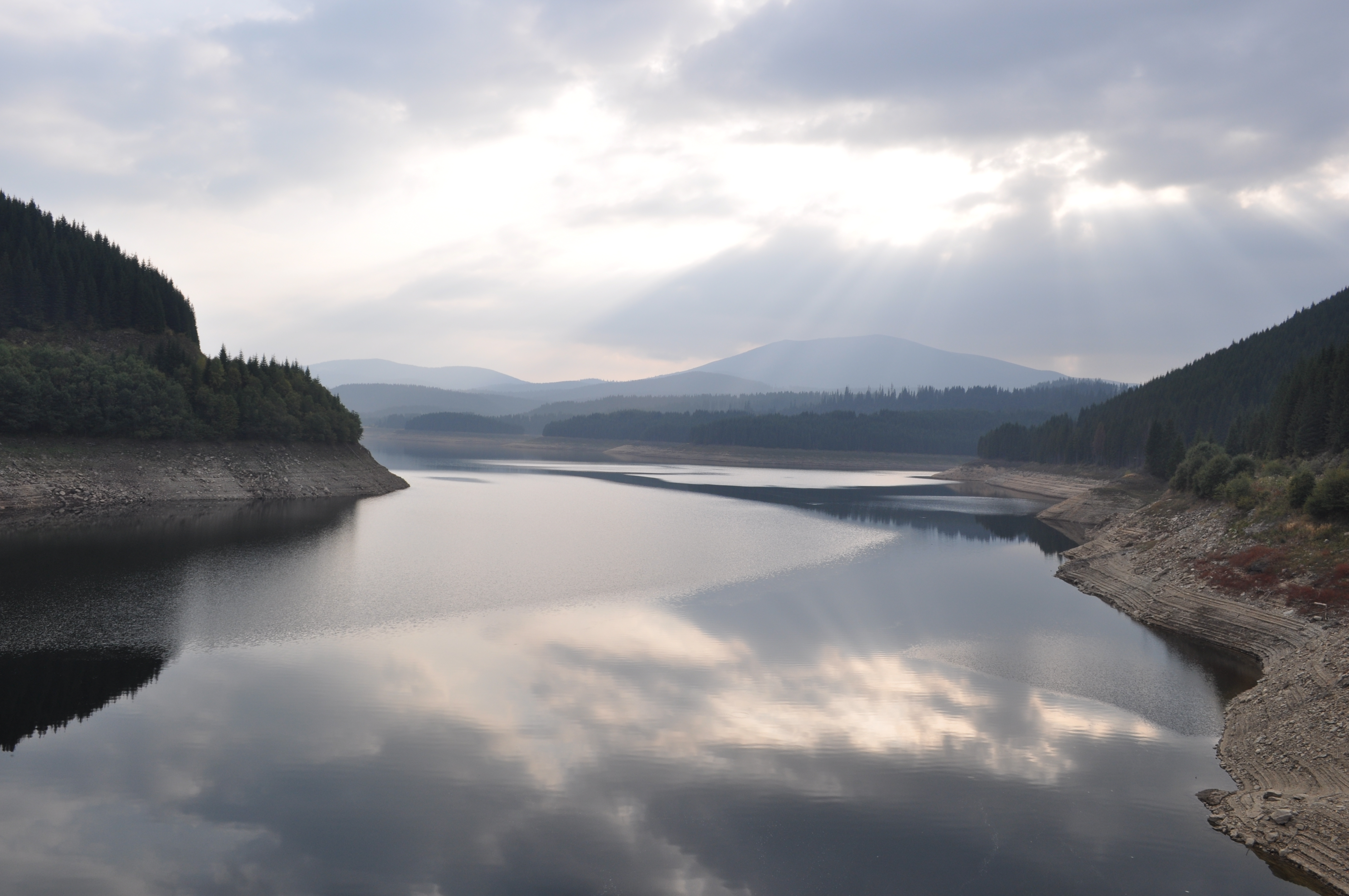
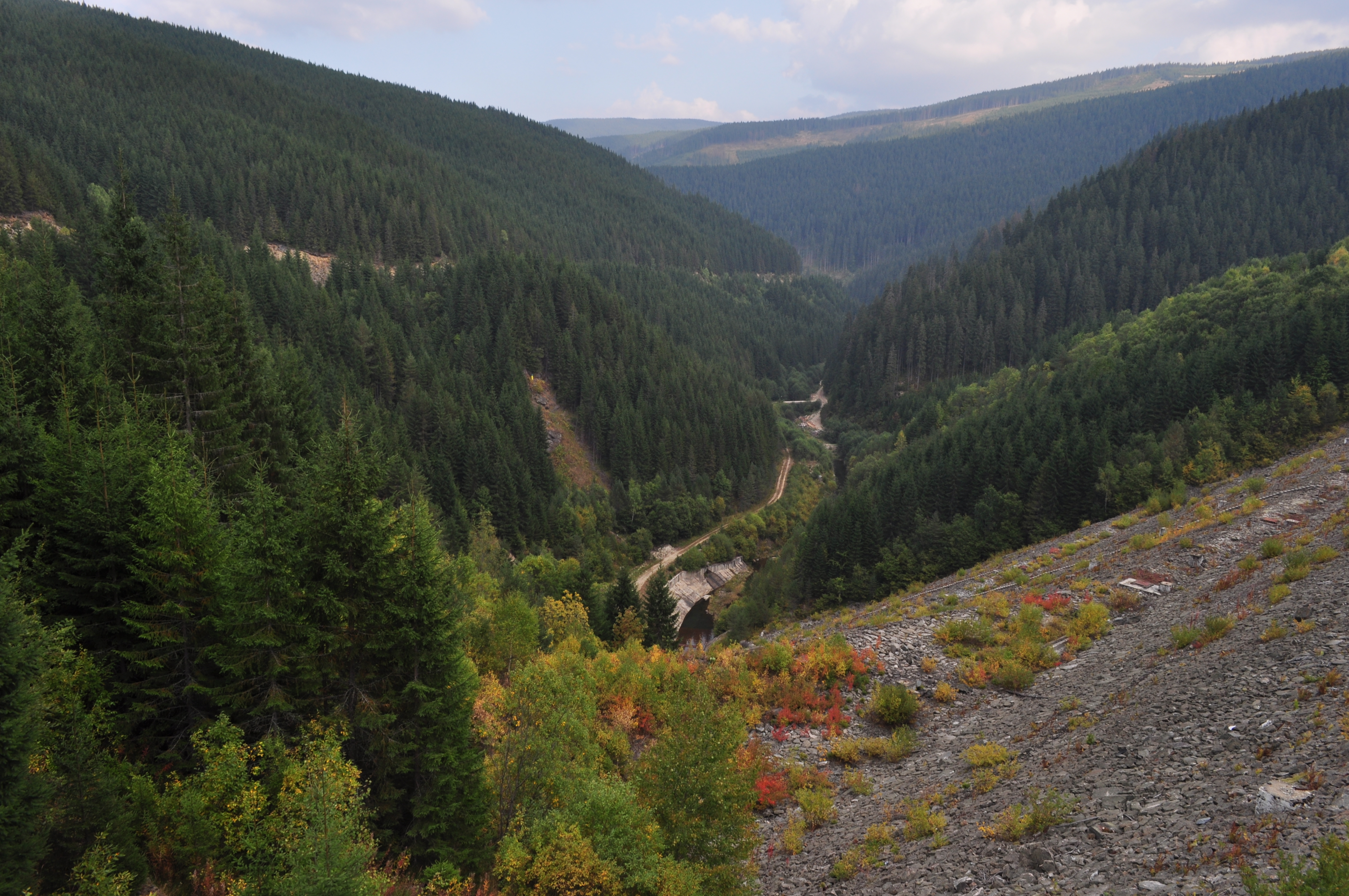